# Roel Moors
Roel Moors n. (Herentals, 16 de diciembre de 1978), es un exbaloncestista y entrenador belga de baloncesto. Actualmente es entrenador del Telekom Baskets Bonn de la Basketball Bundesliga de Alemania y seleccionador de la Selección de baloncesto de Bélgica sub-20. 

## Trayectoria
Moor jugada en la posición de alero y fue internacional con la Selección de baloncesto de Bélgica, con quien jugó los europeos de 2011 y 2013. Jugó más de 100 partidos para el equipo nacional belga.
El 8 de octubre de 2015, la camiseta número 4 de Moors fue retirada por Antwerp Giants, club en el que comenzó su carrera de entrenador y al que dirigiría durante 4 temporadas.
En noviembre de 2015, después de que Paul Vervaeck fuera despedido, fue ascendido a entrenador jefe. En septiembre de 2016, Moors ganó su primer trofeo como entrenador cuando su equipo ganó la Supercopa belga frente a Ostende. 
En la campaña 2018-19, logró la tercera posición de la Basketball Champions League y fue galardonado con el título de Mejor entrenador de la misma competición. Ganó el entrenador del año de la Pro Basketball League nuevamente en mayo de 2019.
El 20 de junio de 2019, firma como entrenador Brose Bamberg de la Basketball Bundesliga por dos temporadas.
El 26 de junio de 2023, firma como entrenador del Telekom Baskets Bonn de la Basketball Bundesliga de Alemania.

## Internacionalidades
Desde 2018 dirige a la Selección de baloncesto de Bélgica sub-20.